# Dysalotosaurus
Dysalotosaurus (il cui nome significa "lucertola imprendibile") è un genere estinto di dinosauro ornitopode driosauride vissuto nel Giurassico superiore, circa 152-151 milioni di anni fa (Kimmeridgiano-Titoniano), nella Formazione Tendaguru, in Tanzania, Africa. La specie tipo D. lettowvorbecki è stata nominata e descritta da Rudolf Virchow, nel 1919. Per lungo tempo è stato considerato un sinonimo del contemporaneo Dryosaurus, ma studi più recenti hanno rifiutare questa sinonimia.

## Etimologia
La specie africana D. lettowvorbecki fu scoperta nel 1919, dal paleontologo tedesco Rudolf Virchow, in quella che oggi è la Formazione Tendaguru, in Tanzania. Originariamente questa specie era conosciuta come Dysalotosaurus lettowvorbecki, il cui nome generico, in greco antico, significava "lucertola imprendibile", mentre il nome specifico era in onore di un generale tedesco della prima guerra mondiale.

## Descrizione
I Dysalotosaurus era dinosauri molto precoci, che arrivavano alla maturità sessuale a dieci anni, avendo un modello di crescita indeterminato e tassi di crescita massimi paragonabili a quelli di un grande canguro. Le dimensioni erano pressoché identiche a quelle di Dryosaurus, ma si differenziava da quest'ultimo per una struttura anatomica più esile e propensa alla corsa.

## Paleobiologia

### Paleopatologie
Nel 2011, i paleontologi Florian Witzmann e Oliver Hampe del Museum für Naturkunde e colleghi, scoprirono alcune ossa di Dysalotosaurus deformate, probabilmente causate da un'infezione virale simile alla malattia ossea di Paget. Questa è la più antica testimonianza di un'infezione virale nota alla scienza.

## Paleoecologia

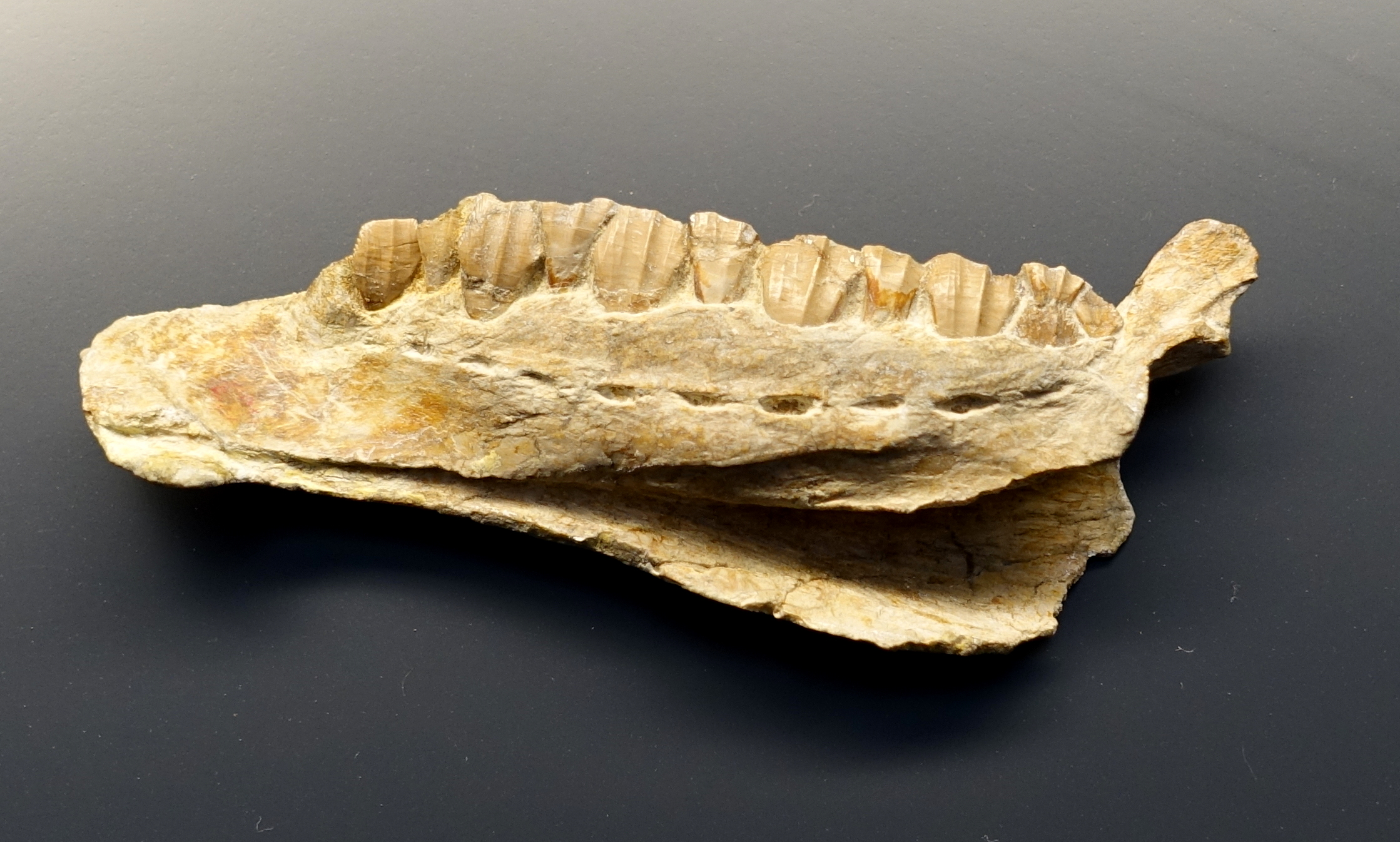
Mandibola di Dysalotosaurus

L'habitat della Formazione Tendaguru, in Tanzania, durante il Giurassico superiore era pressoché identico a quello della Formazione Morrison, con un clima semi-arido e un habitat rado composto solo da felci e radi alberi con piccole oasi che si intervallavano ai piedi di massicci rocciosi, in grandi valli alluvionali. Persino la fauna della Formazione Tendaguru era molto simile a quella della Formazione Morrison con analoghi africani a quelli americani: il Dysalotosaurus era l'equivalente africano di Dryosaurus e condivideva il suo habitat con giganteschi sauropodi come il Dicraeosaurus, il Barosaurus, Tornieria, Tendaguria e il gigantesco Giraffatitan. Gli unici ornitishi presenti nella formazione erano appunto il Dysalotosaurus e lo spinoso Kentrosaurus. Anche qui non mancavano grandi teropodi carnivori come il comune Ceratosaurus, Elaphrosaurus, l'Ostafrikasaurus e il misterioso Veterupristisaurus, che con le sue dimensioni probabilmente era il predatore dominante del suo habitat. Sono state ritrovate anche alcune ossa di vari pterosauri, tra cui il poco conosciuto Tendaguripterus.